# 1811 год в истории железнодорожного транспорта
 1811 год в истории железнодорожного транспорта 

## События
Механиком Мурреем по чертежам  Джона Бленкинсона был построен паровоз с зубчатыми колесами, которые, вращаясь, зацеплялись своими зубьями за зубья рейки, уложенной посередине колеи вдоль пути.
Бленкинсон построил близ Лидса первую действовавшую зубчатую железную дорогу.

## Новый подвижной состав
Паровоз Муррея.